# Georg Renatus Solta

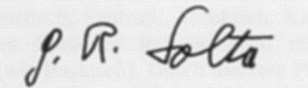
Firma di Georg Solta.

Georg Renatus Solta (Vienna, 18 aprile 1915 – Vienna, 2 maggio 2005) è stato un filologo, linguista e docente austriaco.

## Vita
Nato a Vienna, compie i primi studi a Linz, diplomandosi a pieni voti il 13 giugno 1934 al locale Liceo classico (humanistisches Gymnasium). Dall'autunno dello stesso anno frequenta i corsi dell'Università di Vienna, approfondendo in particolare gli studi di linguistica comparativa indoeuropea, linguistica balcanica, filologia classica e filologia romanza. La sua carriera accademica inizia prima ancora di completare gli studi: dal 1º luglio 1938 è bibliotecario dell'Istituto di indoeuropeistica (Institut für Indogermanistik) dell'Università di Vienna, e in breve tempo diviene assistente di ricerca (1º luglio 1940). Suoi mentori sono Paul Kretschmer, Wilhelm Havers e Albin Lesky. Consegue il dottorato di ricerca con una dissertazione relativa agli Studi di toponomastica paleoitalica (Altitalische Ortsnamenstudien). Secondo alcune affermazioni dello stesso Solta, un importante riferimento e modello di studioso fu per lui Norbert Jokl, ebreo, suo docente all'Università di Vienna, assassinato nel 1942 dai nazisti austriaci. Jokl lo avviò in particolare allo studio della linguistica albanese, disciplina di cui era stato tra i fondatori.
Le vicende relative a Jokl, così come narrate dallo stesso Solta, si svolsero tra il 1938 ed il 1942. Noto in tutto il mondo assieme al collega padovano Carlo Tagliavini per i pionieristici studi di albanistica, Jokl si ritrovò da un giorno all'altro privato della cattedra (il 20 maggio 1938), a seguito dell'Anschluss e del susseguente intensificarsi delle persecuzioni antiebraiche. Nonostante l'intervento di Tagliavini, e dello stesso Ministro degli Esteri italiano, Galeazzo Ciano, per procurargli un posto come bibliotecario in Albania (allora annessa all'Italia), a Jokl fu negato il necessario consenso all'espatrio. Solta fu uno dei pochi che lo continuò a frequentare, a rischio della vita: il docente ebreo era ridotto a vivere in un appartamento di poche stanze, di cui due adibite a biblioteca, continuando a svolgere le proprie ricerche. 
Il 4 marzo 1942 Jokl fu prelevato dalla Gestapo ed inviato al campo di raccolta (Sammellager) per essere deportato. Solta si rivolse allora ad Ernst Kaltenbrunner, SS-Gruppenführer a Vienna e suo antico compagno di scuola a Linz, cercando di salvare il suo maestro ed amico, ma gli fu risposto che ormai non era più competenza delle SS di Vienna impedirne la deportazione. Jokl morì nel maggio dello stesso anno in circostanze mai del tutto chiarite, durante il trasferimento a Maly Trostenets.
Dopo la guerra, e dopo un'interruzione per motivi di salute, Solta riprende la sua carriera accademica dal 1949, come consulente scientifico: posizione in cui rimane anche dopo la sua abilitazione, conseguita nel 1953 (Zur Stellung des Armenischen innerhalb der indogermanischen Sprachen [La collocazione dell'armeno nell'ambito delle lingue indoeuropee]). Solo dal 1955 ritorna ad essere assistente all'Istituto di indoeuropeistica, essendo infine promosso nel 1967 a professore straordinario e nel 1973 a professore ordinario di linguistica indoeuropea. 
Eletto nel 1984 membro corrispondente della classe storico-filosofica dell'Accademia austriaca delle scienze, Solta si contraddistingue, oltre che per i suoi studi di ambito indoeuropeistico e balcanico (sua la tesi dell'influsso del latino balcanico nel successivo sviluppo delle lingue slave meridionali e dell'albanese), anche per l'alto profilo accademico e personale riconosciutogli da colleghi e allievi. È stato grande ammiratore degli studi indoeuropeistici italiani, ed un devoto cattolico.
Muore a Vienna il 2 maggio 2005.

## Opere
- Altitalische Ortsnamenstudien ['Studi di toponomastica paleoitalica'] (Vienna, 1939) (Tesi di dottorato).
- Zur Stellung des Armenischen innerhalb der indogermanischen Sprachen ['La collocazione dell'armeno nell'ambito delle lingue indoeuropee'] (Vienna, 1953) (Tesi d'abilitazione).
- Die Stellung des Armenischen im Kreise der Indogermanischen Sprachen (versione ampliata per la pubblicazione dell'opera precedente, Vienna 1960)
- Palatalisierung und Labialisierung ['Palatalizzazione e Labializzazione'], IF 70, pp. 276–315. (Vienna, 1965)
- Zur Stellung der lateinischen Sprache ['La collocazione del latino'] (Vienna, 1974) ISBN 3-7001-0042-6.
- Einführung in die Balkanlinguistik mit besonderer Berücksichtigung des Substrats und des Balkanlateinischen ['Introduzione alla linguistica balcanica, con particolare riferimento al substrato ed al latino balcanico'] (Vienna, 1980) ISBN 3-534-07625-7.
- (in collaborazione con G. Deeters e V. Inglisian) Armenisch und Kaukasische Sprachen ['Lingue armene e caucasiche'] (Vienna, 1995) ISBN 90-04-00862-4.